# Pierre Gabaye
Pierre Gabaye, né le 20 février 1930 dans le 12e arrondissement de Paris, et mort le 1er novembre 2019 à Chamonix-Mont-Blanc, est un compositeur français. Il est enterré au cimetière du Vésinet (Yvelines).

## Biographie
Pierre Gabaye a commencé à étudier le piano à l'âge de sept ans, et il a poursuivi une carrière de pianiste et de compositeur aussi bien dans le domaine classique que dans le jazz. Gabaye a fait ses études au Conservatoire national de musique à Paris auprès de Simone Plé-Caussade et Tony Aubin et a obtenu en 1956 avec la cantate Le Mariage forcé d'après Molière le premier Second Grand Prix de Rome. À la même époque il a remporté le premier prix de composition du Concours des moins de 20 ans organisé par Le Guide du Concert, deux fois le premier prix du Concours de musique symphonique légère organisé par l'Office de radiodiffusion-télévision française, le premier prix du Public et du Jury des Concerts référendum Pasdeloup et le premier prix au piano du Concours international de jazz.
De 1970 à 1995, il a dirigé les émissions de musique légère de Radio France, tout en enseignant au conservatoire du Vésinet. La majeure partie de son œuvre, qui comporte à côté de la musique de chambre, également des pièces symphoniques, a été composée entre les années 1950 et 1960. Sa dernière composition Marche pommarde date de 1988.

## Œuvres
- Suite SNCF pour orchestre à cordes, 1955
- Noquimé pour grand orchestre, 1955
- Images siciliennes pour orchestre, 1956
- Le Mariage forcé, cantate pour soprano, baryton, basse et orchestre, 1956
- Suite Catovienne pour orchestre, 1956
- Sonatine Piano Hautbois 1956
- Scherzo Rhapsodie pour orchestre, 1956
- Rivages pour orchestre, 1956
- Violons mistral pour orchestre, 1957
- La ruche magique pour orchestre et récitant (Texte de Germaine Arbeau-Bonnefoy), 1957
- Fjords# pour orchestre à cordes, 1958
- Boutade pour piano et trompette, 1957
- Complainte pour piano et trompette, 1957
- Étude pour rire pour piano et flûte, 1957
- Toccatina pour piano et basson, 1957
- Récréation pour trompette, cor, trombone et piano, 1958
- Galop pour orchestre, 1958
- Suite Gauloise pour orchestre de cuivres, violoncelle et contrebasse, 1959
- Sérénade de Printemps pour piano et cor, 1959
- Printemps pour piano et violon, 1959
- Sonatine pour Piano et Clarinette, 1959
- Tubabillage pour piano, tuba, trombone basse, saxhorn et contrebasse, 1959
- Quintette pour flûte, hautbois, clarinette, cor et basson, 1959
- Maghreb pour orchestre, 1959
- Symphonie Concertante pour flûte, hautbois, cor, basson et orchestre de chambre, 1960
- Sonatine Piano Trompette, 1961
- Suite RTF pour orchestre, 1962
- Sonate Flûte Basson, 1962
- Les Armes de la nuit pour orchestre, 1964
- Trois aubades pour quatre clarinettes, 1964
- Feu d’artifice pour trompette, orchestre et piano, 1964
- Mylou "Concerto Harpe" pour harpe et orchestre de chambre, 1965
- Joyeuses vacances pour orchestre, 1965
- Légende de Marguerite Myvatn pour orchestre, 1965
- Étude de concert pour accordéon, 1966
- Récital Express pour deux pianos, 1968
- Spécial pour trombone pour piano et trombone, 1969
- Quatre pièces tonales pour quatre trombones, 1971
- Fleurs de Printemps pour orchestre, 1971
- Pièces tonales pour piano, 1971
- Les douze tons pour piano, harpe et percussion, 1972
- Marche pommarde pour orchestre de cuivres, 1988